# Clematodina
Clematodina är ett släkte av insekter. Clematodina ingår i familjen gräshoppor.
Kladogram enligt Catalogue of Life:
| Clematodina | \| \| Clematodina eckardtiana \| \| \| \| \| \| Clematodina sastrei \| \| \| \| |
|             | \| \| Clematodina eckardtiana \| \| \| \| \| \| Clematodina sastrei \| \| \| \| |
|             | Clematodina eckardtiana                                                         |
|             |                                                                                 |
|             | Clematodina sastrei                                                             |
|             |                                                                                 |